# Night of Champions 2025
Night of Champions 2025 was de 11e editie  van het professioneel worstel-pay-per-view (PPV) en livestreaming WWE Network/Netflix evenement van Night of Champions, dat georganiseerd werd door de WWE voor hun Raw en SmackDown brands. Het evenement vond plaats op zaterdag 28 juni 2025 in de Kingdom Arena in Riyadh, Saoedi-Arabië.

## Productie

### Verhaallijnen
De wedstrijd kaart bevatte overeenkomsten die het resultaat zijn van gescripte verhaallijnen. De resultaten werden vooraf bepaald door de schrijvers van WWE op de merken Raw en SmackDown, terwijl verhaallijnen worden geproduceerd in de wekelijkse televisieprogramma's van WWE, Monday Night Raw en Friday Night SmackDown.

## Matches
| # | wedstrijd                                  | winnaar         | opmerkingen | bron  |
| - | ------------------------------------------ | --------------- | --- | ----- |
| 1 | Randy Orton vs Cody Rhodes                 | Cody Rhodes     | Finale King of the Ring toernooi omdat Rhodes won krijgt hij een wereldkampioenschapswedstrijd tegen John Cena voor het WWE Championship tijdens Summerslam 2025 |       |
| 2 | Jade Cargill vs Asuka                      | Jade Cargill    | Finale koningin of the ring toernooi omdat Cargill won krijgt zij een wereldkampioenschapswedstrijd tegen Tifanny Stratton tijdens Summerslam 2025               | [ 2 ] |
| 3 | John Cena (vk) vs. CM Punk                 | John Cena       | Een-tegen-Een wedstrijd om het Undisputed WWE Championsship. | [ 3 ] |
| 4 | Jacob Fatu (vk) vs. Solo Sikoa             | Solo Sikoa (nk) | Een-tegen-Een wedstrijd om het WWE United States Championship | [ 4 ] |
| 5 | Rhea Ripley vs. Raquel Rodriguez           | Rhea Ripley     | Street Fight | [ 5 ] |
| 6 | Sami Zayn vs. Karrion Kross (met Scarlett) | Sami Zayn       | Een-tegen-Een wedstrijd | [ 6 ] |